# Александровская 3-я
Александровская 3-я — деревня в Холмогорском районе Архангельской области.

## География
Находится в центральной части Архангельской области на расстоянии приблизительно 5 км на север по прямой от административного центра района села Холмогоры на южном берегу острова Ухтостров в нижнем течении реки Северная Двина.

## История
Современное название деревни упоминается с 1939 года. До Октябрьской революции известна была как Богоявленский погост, который был известен еще в XV веке. В 1859 году здесь (тогда село Богоявленское Холмогорского уезда Архангельской губернии) было учтено 4 двора. До 2022 года входила в Ухтостровское сельское поселение до его упразднения. От погоста осталась только заброшенная Благовещенская церковь.

## Население
Численность населения: 33 человека (1859 год), 33 (русские 94 %) в 2002 году, 15 в 2010.